# Aura (album, Miles Davis)
Aura je studiové album amerického jazzového trumpetisty Milese Davise, nahrané mezi 31. lednem a 4. únorem 1985 ve studiu Easy Sound Studio v dánské Kodani pro vydavatelství Columbia Records. V době nahrání však album nevyšlo a vyšlo až po Davisově odchodu k Warner Bros. v roce 1989. Album produkoval Palle Mikkelborg, který je rovněž autorem všech skladeb.

## Seznam skladeb
Autorem všech skladeb je Palle Mikkelborg.
| Pořadí | Název        | Délka |
| ------ | ------------ | ----- |
| 1.     | Intro        | 4:48  |
| 2.     | White        | 6:07  |
| 3.     | Yellow       | 6:55  |
| 4.     | Orange       | 8:41  |
| 5.     | Red          | 6:05  |
| 6.     | Green        | 8:13  |
| 7.     | Blue         | 6:36  |
| 8.     | Electric Red | 4:19  |
| 9.     | Indigo       | 6:06  |
| 10.    | Violet       | 9:04  |

## Obsazení
- Miles Davis – trubka
- Jens Engel – pozoun
- Ture Larsen – pozoun
- Vincent Nilsson – pozoun
- Ole Kurt Jensen – baspozoun
- Axel Windfel – baspozoun, tuba
- Jesper Thilo – flétna, saxofon
- Per Carsten – flétna, saxofon
- Uffe Karskov – flétna, saxofon
- Bent Jædig – flétna, saxofon
- Flemming Madsen – flétna, saxofon
- Kenneth Knudsen – klávesy
- Ole Kock Hansen – klávesy
- Thomas Clausen – klávesy
- Bjarne Roupé – kytara
- John McLaughlin – kytara
- Niels-Henning Ørsted Pedersen – kontrabas
- Bo Stief – baskytara
- Vincent Wilburn Jr. – bicí
- Lennart Gruvstedt – bicí
- Vince Wilburn – elektronické bicí
- Ethan Weisgaard – perkuse
- Marilyn Mazur – perkuse
- Lillian Thornquist – harfa
- Niels Eje – hoboj, anglický roh
- Eva Hess-Thaysen – zpěv
- Palle Mikkelborg – trubka, křídlovka
- Benny Rosenfeld, Idrees Sulieman, Jens Winther, Palle Bolvig, Perry Knudsen – trubky a křídlovky